# Источни регион (Северна Македонија)
Источни статистички регион јесте једна од 8 статистичких региона Северне Македоније. Управно средиште области је град Штип.

## Положај
Источни статистички регион се налази у источном делу земље и има државну границу на истоку са Бугарском. Са других страна област се граничи са другим областима:
- север — Североисточни регион
- југ — Југоисточни регион
- југозапад — Вардарски регион
- запад — Скопски регион

## Историја
Током средњег века, на овом подручју се у неколико наврата смењивала византијска, бугарска и српска власт. Након распада Српског царства (1371) и стварања великашких држава, ова област улази у састав државе Дејановића, а након погибије Константина Дејановића у боју на Ровинама (1395) читаву област заузимају Турци. Након коначног ослобођења од турске власти (1912), ово подручје улази у састав Краљевине Србије. За време Првог светског рата, бугарска војска је починила бројне злочине над становништвом ове области. Након ослобођења (1918) и стварања Краљевине СХС (Југославије), ово подручје је 1929. године ушло у састав Вардарске бановине. За време Другог светског рата, бугарска окупаторска војска је поново починила тешке злочине над становништвом у овој области. Након коначног ослобођења (1944), читава област је ушла у састав новостворене југословенске федералне јединице Македоније.

## Општине
- Општина Берово
- Општина Виница
- Општина Делчево
- Општина Зрновци
- Општина Карбинци
- Општина Кочани
- Општина Македонска Каменица
- Општина Пехчево
- Општина Пробиштип
- Општина Чешиново-Облешево
- Општина Штип

## Становништво
Источни статистички регион имала је по последњем попису из 2002. г. 203.213 становника, од чега у самом граду Штипу 40.016 ст.
| Година пописа | Становништво | Промена |
| ------------- | ------------ | ------- |
| 1994.         | 201.525.     | N/A     |
| 2002.         | 181.858      | +1,94%  |

Према народности састав становништва 2002. године био је следећи:
|           | Број    | Постотак |
| Укупно    | 173.814 | 100%     |
| Македонци | 188.522 | 92,77%   |
| Роми      | 6.927   | 3,40%    |
| Турци     | 2.636   | 1,29%    |
| Власи     | 2.514   | 1,23%    |
| остали    | 2.614   | 1,28%    |